# Subagio Sastrowardoyo
Subagio Sastrowardoyo (ur. 1 lutego 1924 w Madiun, zm. 18 lipca 1995 w Dżakarcie) – indonezyjski pisarz; autor wierszy, opowiadań i esejów.
Kształcił się na Universitas Gadjah Mada oraz na Uniwersytecie Yale, gdzie w 1963 roku uzyskał magisterium. Jako pisarz debiutował w 1957 roku, kiedy to wydał zbiór wierszy zatytułowany Simphoni.
W latach 1958–1961 wykładał na Wydziale Literatury Uniwersytetu Gadjah Mada. Potrafił czytać po francusku, holendersku i angielsku na tyle biegle, że był w stanie tłumaczyć wiersze z tych języków na indonezyjski. Dzięki swoim umiejętnościom znalazł zatrudnienie za granicą.

## Twórczość
Poezja
- 1957: Simphoni
- 1970: Daerah Perbatasan
- 1975: Keroncong Motinggo
- 1979: Buku Harian
- 1982: Hari dan Hara
- 1995: Kematian Makin Akrab

Krytyka literacka
- 1990: Sastra Hindia Belanda dan Kita